# Malva excisa
Malva excisa är en malvaväxtart som beskrevs av Heinrich Gottlieb Ludwig Reichenbach. Malva excisa ingår i Malvasläktet som ingår i familjen malvaväxter. Inga underarter finns listade i Catalogue of Life.